# David McFaull
David McFaull, född den 10 november 1948 i Honolulu och död 25 juli 1997 i Honolulu, är en amerikansk seglare.
Han tog OS-silver i tornado i samband med de olympiska seglingstävlingarna 1976 i Montréal.